# Tovsto
Tovsto este o localitate din comuna Laško, Slovenia, cu o populație de 155 de locuitori.